# Ketapang Baru
Ketapang Baru is een bestuurslaag in het regentschap Seluma van de provincie Bengkulu, Indonesië. Ketapang Baru telt 1166 inwoners (volkstelling 2010).